# Castilleja fissifolia
Castilleja fissifolia là loài thực vật có hoa thuộc họ Cỏ chổi. Loài này được L.f. mô tả khoa học đầu tiên năm 1782.